# Pep-See
Pep-See — группа «экстремального диско», образованная в 1992 году в Санкт-Петербурге.

## История
Инициаторы её создания — Денис «Ринго» Сладкевич (аранжировщик, клавишник и барабанщик; играл в группах «Младшие братья», «Препинаки», «Solus Rex», «S.P.O.R.T.» и «Никогда не верь хиппи») и Кирилл «Кеша» Спечинский (композитор; автор песен и участник групп «Домашняя лаборатория», «Замок Зо» и «Внезапный сыч»). Они разработали концепцию коллектива и пригласили в него Анну Кипяткову (Цатурову), Инессу Михайлову и Марию Волкову, ранее певших в одной из первых петербургских техно-команд «Люки». Также у девушек имелось сценическое имя «Сестры Кипятковы». Броское название Pepsi придумывает Денис Сладкевич, надеясь получить спонсорскую поддержку компании-гиганта, а заодно и пробудить интерес музыкальной аудитории. Однако группе не разрешают использовать марку известной компании, и коллектив обретает нынешнее своё название Pep-See.
Первым продюсером группы становится Сергей Курёхин. Благодаря ему команда записывает на студии «Ленфильма» свою первую вещь «Тихий шелест шин». Вскоре после этого Сергей Курёхин уходит от Pep-See, так как понимает, что с группой нужно ещё очень много работать. Кроме него, в работе над первыми песнями принимают участие джазовый гитарист Ильдар Казаханов и бас-гитарист «Младших Братьев» и Spitfire Виктор Иванов.
Весной 1993 года в кинотеатре «Родина» группа впервые выступает публично. Команда играет сначала на пятилетии «Колибри», а затем на первой «Бамбуле-пати», устроенной группой «2ва Самолёта». Состав группы постоянно меняется, её покидает Кирилл Спечинский.
В 1995 году Pep-See выпускают свой первый настоящий хит «Парни, музыка, наркотики», попавший в ротации радиостанций и различные чарты.
Новый этап творчества команды начинается в 1996 году. Группа выступает на Дворцовой площади в рамках фестиваля, устроенного фирмой Nike. После выступления бизнесмен Павел Шустилов решает спонсировать запись дебютного альбома «Три звезды на небе». Пластинка записывается в Москве на студии группы «Рондо», а выходит на лейбле Pride records. В создании работы, кроме девушек, участвует и новый состав группы: Сергей Смородинский (гитара), Павел Асафьев, ранее игравший в группе «Мыши» (бас-гитара), Павел Чистяков, экс-«СС-XX» (клавишные) и Денис Сладкевич (ударные). Снято два клипа на песни «Вовочка» (реж. Григорий Константинопольский) и «Лови мои поцелуи» (реж. Георгий Рерберг, работал с А.Тарковским, А.Кончаловским). Малобюджетный ролик «Вовочка» получает Гран-при конкурса «Поколение ‘96». Успех омрачается трагедией: в ноябре 1996 года Павел Асафьев был сбит автомобилем и погиб. Новым басистом команды становится Николай Шандарчук («Паутина», «Оркестр Вермишель»).
В 1997 году изменяется состав группы: Виталий Лапин («НОМ») сменяет Сергея Смородинского на гитаре, а Игорь Розанов («Препинаки») — Дениса Сладкевича на ударных.
В 1999 году на студии «Добролёт» команда записывает свой второй альбом под названием «Уступите лыжню». В пластинку входят 13 новых песен и 2 ремикса на песни «Вовочка» и «Парни, музыка, наркотики». У группы появляется два новых ролика: «Лыжник» (режиссёры — Олег Маслов и Виктор Кузнецов, оператор — Сергей Астахов) и «Диско» (режиссёр — Денис Ларионов)
В 2002 году выходит альбом «The танцы». На песню «Маня» был снят клип. Большого успеха альбом не имел.
В 2012 году группа отметила свой двадцатилетний юбилей. В 2013 году группу покинули две бессменные бэк-вокалистки — Инесса Михайлова и Мария Волкова.
В 2017 году выходит «Найденный альбом», состоящий из ранее неизданных композиций в перезаписанном варианте.

## Состав
- Анна Кипяткова — вокал
- Виталий Лапин — гитара, программирование
- Александр Мазуров — саксофон
- Вячеслав Быстров — клавиши
- Михаил Шилов — барабаны
- Андрей Фахриев — бас-гитара

## Дискография
| №   | Название                   | Текст песни       | Музыка            | Длительность |
| --- | -------------------------- | ----------------- | ----------------- | ------------ |
| 1.  | «Три звезды»               | Кирилл Спичинский | Кирилл Спичинский | 3:54         |
| 2.  | «Лови мои поцелуи»         | Кирилл Спичинский | Денис Сладкевич   | 4:37         |
| 3.  | «Парни, музыка, наркотики» | Кирилл Спичинский | Кирилл Спичинский | 2:50         |
| 4.  | «Любовь, любовь»           | Кирилл Спичинский | Кирилл Спичинский | 3:42         |
| 5.  | «Мандолина»                | Кирилл Спичинский | Кирилл Спичинский | 6:01         |
| 6.  | «Вовочка»                  | Кирилл Спичинский | Кирилл Спичинский | 5:14         |
| 7.  | «Странный взгляд»          | Денис Сладкевич   | Денис Сладкевич   | 4:03         |
| 8.  | «Волшебный сон»            | Денис Сладкевич   | Денис Сладкевич   | 3:35         |
| 9.  | «Я люблю тебя»             | Денис Сладкевич   | Денис Сладкевич   | 4:23         |
| 10. | «Три змеи»                 | Кирилл Спичинский | Кирилл Спичинский | 4:33         |

| №   | Название                                     | Длительность |
| --- | -------------------------------------------- | ------------ |
| 1.  | «Диско»                                      | 4:03         |
| 2.  | «Сказки»                                     | 3:20         |
| 3.  | «Космос»                                     | 4:56         |
| 4.  | «На берег моря»                              | 4:22         |
| 5.  | «Лыжник»                                     | 2:32         |
| 6.  | «П.М.Н. (Парни, Музыка, Наркотики) (remake)» | 3:07         |
| 7.  | «Не пара»                                    | 3:02         |
| 8.  | «Турбо-бой»                                  | 5:05         |
| 9.  | «Детская I»                                  | 4:30         |
| 10. | «Детская II (Бу-Ба)»                         | 4:07         |
| 11. | «Проклятая любовь»                           | 3:05         |
| 12. | «Вовочка (remake)»                           | 4:47         |
| 13. | «Огоньки»                                    | 4:05         |

| №   | Название              | Длительность |
| --- | --------------------- | ------------ |
| 1.  | «Маня»                | 3:51         |
| 2.  | «Аладдин»             | 3:14         |
| 3.  | «Ладонь»              | 2:40         |
| 4.  | «Любовь моя (remake)» | 3:54         |
| 5.  | «Fire»                | 4:40         |
| 6.  | «Девчонка»            | 3:06         |
| 7.  | «Ветер»               | 4:35         |
| 8.  | «Метелка»             | 3:33         |
| 9.  | «Любовники»           | 3:43         |
| 10. | «Турбо-бой (remake)»  | 5:28         |
| 11. | «Overtюра»            | 3:58         |

| №  | Название              | Длительность |
| -- | --------------------- | ------------ |
| 1. | «На дачу»             | 3:15         |
| 2. | «Рыжая Лена»          | 3:03         |
| 3. | «Марина»              | 2:40         |
| 4. | «Робот»               | 3:31         |
| 5. | «Мачо»                | 3:33         |
| 6. | «Корабли»             | 3:27         |
| 7. | «Нудиско»             | 4:14         |
| 8. | «Урод»                | 3:05         |
| 9. | «Я о тебе не забываю» | 3:59         |